# Campus de Excelencia Internacional
El programa Campus de Excelencia Internacional es un programa del Gobierno de España para mejorar la calidad del sistema universitario mediante la agregación, especialización, diferenciación e internacionalización de sus mejores universidades, que comenzó sus convocatorias en el año 2009 dentro de la llamada Estrategia Universidad 2015.
El programa está abierto tanto para las universidades públicas como para las privadas, si bien estas últimas, aunque pueden obtener el nombre de campus de excelencia internacional, no pueden gozar de ayudas económicas.

## Funcionamiento
En cada convocatoria se abre un periodo de presentación de planes estratégicos, evaluados en dos rondas. En la primera el gobierno español realiza una preselección; las universidades que la pasen obtienen una cierta financiación para desarrollar sus planes y entran en una segunda fase para obtener el título y ver reconocida su calidad. Esta segunda fase la lleva a cabo un comité internacional.

## Resultados de las convocatorias CEI 2009 y 2010
Alto potencial para alcanzar el nivel de excelencia internacional una vez llevado a la práctica el proyecto.
Calificación Campus de Excelencia Internacional:
- Barcelona Knowledge Campus (Universidad de Barcelona y U. Politécnica de Cataluña)
- Campus Moncloa: Campus de Excelencia Internacional (Universidad Complutense de Madrid y Universidad Politécnica de Madrid)
- Campus Carlos III (U. Carlos III de Madrid)
- UAB CEI: Apuesta por el Conocimiento y la Innovación (U. Autónoma de Barcelona)
- Campus de Excelencia Internacional UAM-CSIC (U. Autónoma de Madrid)
- Campus de Excelencia Internacional, Comunidad de Polos de Conocimiento, Euskampus (UPV/EHU, Tecnalia, DIPC)
- Andalucía TECH (U. de Málaga y U. de Sevilla)
- VLC / Campus- Valencia, Campus de Excelencia Internacional (U. de Valencia, U. Politécnica de Valencia)
- CAMPUS IBERUS: Campus de Excelencia Internacional del Valle del Ebro (U. de Zaragoza, U. Pública de Navarra, U. de la Rioja, U. de Lérida) https://www.campusiberus.es/
- Campus ENERGÍA UPC: Energía para la Excelencia (U. Politécnica de Cataluña)
- Campus UPF ‐ Icària Internacional (U. Pompeu Fabra)
- CEI Montegancedo I2Tech (Universidad Politécnica de Madrid)

## Resultados de las convocatorias CEIR 2009 y 2010
Alto potencial para alcanzar el nivel de excelencia internacional una vez llevado a la práctica el proyecto.
Calificación Campus de Excelencia Internacional de ámbito regional:
- Campus Agroalimentario (Universidad de Córdoba)
- CEI-CANARIAS Campus Atlántico Tricontinental  (Universidad de La Laguna y Universidad de Las Palmas de Gran Canaria)
- Cantabria Campus Internacional (Universidad de Cantabria)
- Ad Futurum (U. de Oviedo)
- Campus Vida - Campus de Excelencia Internacional (Universidad de Santiago de Compostela)
- Campus BioTic (U. de Granada). En 2013 salió de esta categoría al ser recalificado como Campus de Excelencia Internacional de nivel internacional, tras dos evaluaciones positivas de la Comisión Internacional.
- Studii Salamantinii (U. de Salamanca)
- Campus do Mar "Knowledge in depth" (U. de Vigo, Universidad de Santiago de Compostela, U. de La Coruña)
- Campus Mare Nostrum 37/38 (U. de Murcia, U. Politécnica de Cartagena)

## Resultados de las convocatorias CEIR 2011
- Campus de Excelencia Internacional CEI "Energía Inteligente" (Universidad Rey Juan Carlos y Universidad de Alcalá). https://www.campusenergiainteligente.es/